# James Wright (ishockeyspelare)
James Wright, född 24 mars 1990, är en kanadensisk före detta professionell ishockeyspelare. Efter att ha spelat juniorishockey för Vancouver Giants i Western Hockey League, gjorde Wright NHL-debut med Tampa Bay Lightning säsongen 2009/10. Wright hade tidigare blivit draftad av just Lightning i fjärde rundan i 2008 års draft som 117:e spelare totalt. Wright tillbringade sedan den större delen av sin tid med farmarklubbarna Norfolk Admirals och San Antonio Rampage i AHL.
Säsongerna 2012/13 och 2013/14 fick han alltmer speltid i NHL, med Winnipeg Jets. Efter dessa två säsonger lämnade han dock Nordamerika för spel med kroatiska KHL Medveščak Zagreb i KHL, men återvände till AHL säsongen därpå, till Bridgeport Sound Tigers, för att sedan åter återvända till Europa. Mellan 2016 och 2018 representerade Wright två klubbar i KHL: HK Admiral Vladivostok och Barys Astana. Säsongen 2018/19 spelade han för Linköping HC i SHL.
Wright representerade Kanada vid tre landskamper.

## Karriär

### Klubblag
Som junior började Wright spela ishockey för Vancouver Giants under säsongen 2005/06, då han spelade två matcher i WHL. Den efterföljande säsongen, Wrights rookiesäsong, noterades han för 12 poäng på 48 spelade matcher. Giants slutade tvåa i serien sedan Medicine Hat Tigers vunnit i slutspelet. 2007 vann laget Memorial Cup sedan man slagit samma lag, Tigers, i CHL-finalen. Säsongen 2007/08 förbättrade Wright sin poängskörd till 36 poäng på 60 matcher och draftades under sommaren 2008 i den fjärde rundan som 117:e spelare totalt av Tampa Bay Lightning. Efter att ha blivit draftad, spelade Wright ytterligare en säsong med Giants där han gjorde 47 poäng på 71 matcher (21 mål, 26 assist).

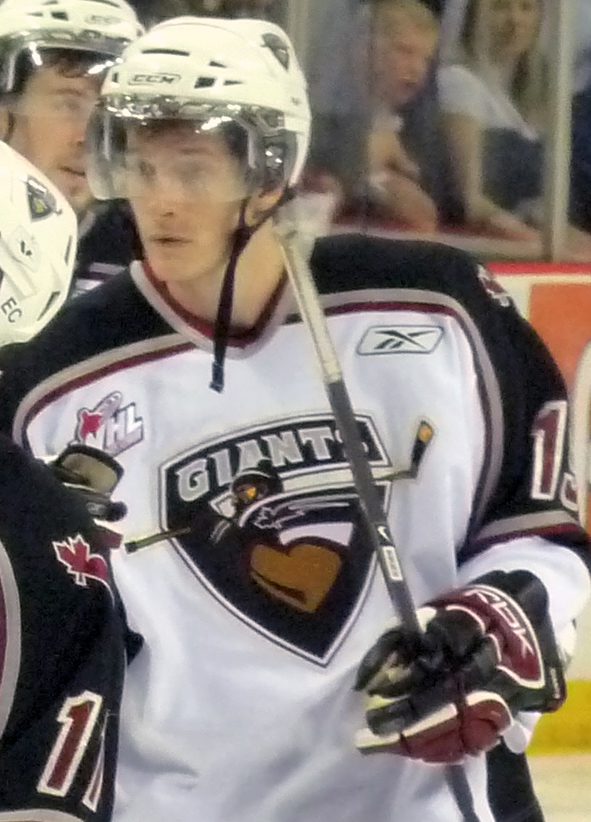
Wright med Vancouver Giants, april 2009.

Den 26 september 2009 skrev Wright ett treårsavtal med Lightning i NHL och var med i lagets trupp i inledningen av säsongen 2009/10: han gjorde NHL-debut den 3 oktober samma år i en 6–3-förlust mot Atlanta Thrashers. I sin sjunde NHL-match, den 22 oktober 2009, gjorde Wright sitt första NHL-mål, på Evgeni Nabokov, i en 5–2-seger mot San Jose Sharks. Efter att ha producerat två mål och tre assistpoäng på 48 matcher med Lightning, skickades Wright tillbaka till Giants den 21 januari 2010. Vid återkomsten till WHL gjorde han 19 poäng på de avslutande 21 matcherna av WHL-säsongen (6 mål, 13 assist). I det efterföljande slutspelet slog Gianta ut av Tri-City Americans i semifinalserien (2–4 i matcher). På 16 slutspelsmatcher stod Wright för 16 poäng på lika många matcher.
Under sitt andra år med Lightning fick Wright börja säsongen med spel i klubbens farmarlag, Norfolk Admirals i AHL. Han spelade 15 matcher för Admirals innan han blev uppkallad till Tampa Bay i mitten av november 2010 för en bortamatch mot Philadelphia Flyers. Efter denna match återvände han till Admirals och gjorde sedan sin poängmässigt bästa säsong i AHL. På 80 grundseriematcher noterades han för 47 poäng (16 mål, 31 assist). Wright inledde sedan säsongen 2011/12 med Admirals och spelade 22 matcher för klubben innan han den 2 december 2011 blev bortbytt till Florida Panthers tillsammans med Mike Vernace, mot Mike Kostka och Evan Oberg. Han blev därefter omedelbart nedflyttad till Panthers farmarlag i AHL, San Antonio Rampage, med vilka han tillbringade återstoden av säsongen. I mitten av juli 2012 förlängde han sitt avtal med Florida med ytterligare två år. Wright fick dock fortsatt spela med Rampage i AHL. Den 18 januari 2013 värvades han till Winnipeg Jets, där han omedelbart tog en plats i NHL. Totalt spelade han 38 NHL-matcher säsongen 2012/13 och noterades för två mål och tre assistpoäng. Wright behöll sin plats i laget även säsongen därpå och noterades för totalt 58 matcher säsongen 2013/14.
Efter två säsonger i Jets organisation, valde Jets att inte förlänga avtalet med Wright, som således blev free agent. Den 15 september 2014 skrev han sitt första avtal med en europeisk klubb: KHL Medveščak Zagreb i KHL. Wright gjorde KHL-debut den 18 september 2014 i en 2–3-förlust mot HK CSKA Moskva. Han gjorde sedan sitt första mål i KHL i sin andra match, ett straffslag mot Jeff Glass, i en 5–1-seger mot HK Lada Toljatti. Under sin debutsäsong i KHL noterades Wright för 19 poäng på 53 matcher (15 mål, 4 assist). Wright återvände till Nordamerika den 2 juli 2015 då han skrivit ett ettårsavtal med New York Islanders. Han lyckades aldrig slå sig in i Islanders NHL-trupp och tillbringade därför hela säsongen med dess farmarklubb i AHL, Bridgeport Sound Tigers. Poängmässigt gjorde han sin näst främsta säsong i AHL och noterades för 41 poäng på 73 matcher (14 mål, 27 assist). Han återvände därefter till KHL då han skrivit ett ettårskontrakt med den ryska klubben HK Admiral Vladivostok den 8 september 2016. Han gjorde sin poängmässigt främsta säsong i KHL med 25 poäng på 55 matcher (13 mål, 12 assist). Efter att ha förlängt avtalet med klubben med ytterligare ett år, blev Wright bortbytt till seriekonkurrenten Barys Astana mot Martin St. Pierre den 24 november 2017.
Den 23 juli 2018 meddelades det att Linköping HC i SHL skrivit ett ettårsavtal, med option på ytterligare en säsong, med Wright. Den 15 september samma år gjorde Wright SHL-debut i en 4–1-seger mot Timrå IK. I en 4–0-seger mot Brynäs IF den 2 oktober 2018 gjorde Wright sitt första SHL-mål, på Tomi Karhunen. På totalt 44 grundseriematcher stod Wright för elva poäng (fem mål, sex assist). Den 21 mars 2019 meddelade klubben att man i samförstånd med Wright inte valt att använda optionsåret i avtalet, varpå han lämnade laget.

### Internationellt
Wright gjorde debut i Kanadas A-landslag den 15 augusti 2017 under Nikolaj Putjkov-turneringen. Totalt spelade han tre matcher, men noterades inte för några poäng. Kanada vann två av sina tre matcher.

## Statistik
| 2005–06    | Vancouver Giants        | WHL        | 2   | 0  | 0  | 0   | 2   | —  | — | — | —  | —  |
| 2006–07    | Vancouver Giants        | WHL        | 48  | 5  | 7  | 12  | 31  | 14 | 3 | 1 | 4  | 0  |
| 2007–08    | Vancouver Giants        | WHL        | 60  | 13 | 23 | 36  | 21  | 6  | 1 | 0 | 1  | 2  |
| 2008–09    | Vancouver Giants        | WHL        | 71  | 21 | 26 | 47  | 54  | 17 | 3 | 7 | 10 | 13 |
| 2009–10    | Tampa Bay Lightning     | NHL        | 48  | 2  | 3  | 5   | 18  | —  | — | — | —  | —  |
| 2009–10    | Vancouver Giants        | WHL        | 21  | 6  | 13 | 19  | 17  | 16 | 7 | 9 | 16 | 4  |
| 2010–11    | Norfolk Admirals        | AHL        | 80  | 16 | 31 | 47  | 64  | 6  | 1 | 0 | 1  | 8  |
| 2010–11    | Tampa Bay Lightning     | NHL        | 1   | 0  | 0  | 0   | 0   | —  | — | — | —  | —  |
| 2011–12    | Norfolk Admirals        | AHL        | 22  | 1  | 4  | 5   | 6   | —  | — | — | —  | —  |
| 2011–12    | San Antonio Rampage     | AHL        | 54  | 11 | 17 | 28  | 23  | 10 | 3 | 4 | 7  | 2  |
| 2012–13    | San Antonio Rampage     | AHL        | 40  | 5  | 12 | 17  | 31  | —  | — | — | —  | —  |
| 2012–13    | Winnipeg Jets           | NHL        | 38  | 2  | 3  | 5   | 31  | —  | — | — | —  | —  |
| 2013–14    | Winnipeg Jets           | NHL        | 59  | 0  | 2  | 2   | 15  | —  | — | — | —  | —  |
| 2014–15    | KHL Medveščak Zagreb    | KHL        | 53  | 15 | 4  | 19  | 39  | —  | — | — | —  | —  |
| 2015–16    | Bridgeport Sound Tigers | AHL        | 73  | 14 | 27 | 41  | 53  | 2  | 0 | 0 | 0  | 0  |
| 2016–17    | HK Admiral Vladivostok  | KHL        | 55  | 13 | 12 | 25  | 44  | 6  | 1 | 0 | 1  | 2  |
| 2017–18    | HK Admiral Vladivostok  | KHL        | 26  | 2  | 6  | 8   | 12  | —  | — | — | —  | —  |
| 2017–18    | Barys Astana            | KHL        | 15  | 3  | 2  | 5   | 6   | —  | — | — | —  | —  |
| 2018–19    | Linköping HC            | SHL        | 44  | 5  | 6  | 11  | 10  | —  | — | — | —  | —  |
| AHL totalt | AHL totalt              | AHL totalt | 269 | 47 | 91 | 138 | 177 | 18 | 4 | 4 | 8  | 10 |
| KHL totalt | KHL totalt              | KHL totalt | 149 | 33 | 24 | 57  | 101 | 6  | 1 | 0 | 1  | 2  |
| NHL totalt | NHL totalt              | NHL totalt | 146 | 4  | 8  | 12  | 64  | —  | — | — | —  | —  |
| SHL totalt | SHL totalt              | SHL totalt | 44  | 5  | 6  | 11  | 10  | —  | — | — | —  | —  |